# Marcel Dussault
Pour les articles homonymes, voir Dussault.
Ne doit pas être confondu avec Marcel Dassault.
Marcel Dussault (né le 14 mai 1926 à La Châtre et mort dans la même ville le 19 septembre 2014) est un coureur cycliste français.

## Biographie
Professionnel de 1948 à 1959, il a obtenu 21 succès au niveau national et international. En comptabilisant ses succès obtenus dans des épreuves régionales, son palmarès fait état de plus de 60 victoires.

## Palmarès
- Amateur
  - 1943-1946 : 42 victoires
- 1944
  - Championnat de l'Indre
- 1945
  - Championnat de l'Indre
- 1947
  - Circuit des Deux Ponts
- 1948
  - Paris-Bourges
  - 2e du Circuit boussaquin
- 1949
  - Paris-Bourges
  - 1re étape du Tour de France
  - 3eb (contre-la-montre par équipes) et 4e étapes du Tour de l'Ouest
  - Grand Prix de l'Équipe (avec André Mahé et Pierre Barbotin)
  - 3e de Manche-Océan
- 1950
  - 10e étape du Tour de France
  - 2e du Circuit boussaquin
- 1951
  - Circuit boussaquin
  - 2e de Manche-Océan
  - 3e du Circuit du Morbihan
- 1952
  - 2e de Paris-Bruxelles
  - 2e du Circuit du Maine-et-Loire
  - 3e du Grand Prix du Pneumatique
- 1953
  - 3e étape du Tour du Sud-Est
- 1954
  - 3e étape du Tour de France
  - 3e du Circuit boussaquin
- 1958
  - 2eb étape du Tour de l'Oise et de la Somme

## Résultats sur le Tour de France
4 participations
- 1949 : abandon (8e étape), vainqueur de la 1re étape,  maillot jaune pendant un jour
- 1950 : 31e, vainqueur de la 10e étape
- 1952 : abandon (8e étape)
- 1954 : 62e, vainqueur de la 4e étape